# 中南民族大学外语学院
中南民族大学外语学院成立于 1985 年，是中南民族大学的重要学院之一，由英语系、日语系和大学英语部组成。有英语、日语、德语、法语、韩语五个语种，英语、日语两个本科专业和商务英语专科专业，有外国语言学及应用语言学硕士点和与美国大学合办的英语教育硕士点。共有教职工 148 人，专业学生 1346 人。

## 学生与教师
外语学院现有教授5人，副教授24人，硕士66人，外教7人。学院办学条件先进，拥有多媒体数字网络语言实验室 15 个，同时可容纳 840 学生。外语自主学习中心有计算机 600 多台，网络资源丰富，办公自动化程度高，网上教学、科研和课外活动频繁而多彩多姿。

## 文化传统
文体活动：外语文化艺术节